# The Midshipmaid
The Midshipmaid è un film del 1932 diretto da Albert de Courville.

## Trama
L'esperto di economia Sir Percy Newbiggin, visita la flotta navale di Malta per vedere quali tagli economici possono essere fatti.